# OnGameNet
OnGameNet (conosciuta anche come OGN) è una rete televisiva via cavo sudcoreana, specializzata nelle trasmissioni riguardanti videogiochi, come per esempio competizioni professionali di StarCraft: Brood War e di Warcraft III. Il canale fa parte di On-Media, compagnia proprietaria di diverse reti via cavo.